# Santa Teresinha (Bahia)
Pour les articles homonymes, voir Santa Teresinha.
Santa Teresinha est une municipalité de l'État de Bahia au Brésil. Elle appartient à la Microrégion de Feira de Santana dans la Mésorégion du Centre-Nord de Bahia.
Sa population était estimée à 9 658 habitants en 2010 et elle s'étend sur 710,313 km2.